# 花野純子
花野 純子（はなの じゅんこ、1964年（昭和39年）6月11日  - ）は、日本のアーティスト・映画監督・脚本家・演出家・女優である。旧姓は浦辻 純子（うらつじ じゅんこ）。親戚（曾祖叔父）は、推理作家・放送作家の香住春吾（かすみしゅんご）。

## 来歴
1964年(昭和39年)、福岡市出身。
1978年（昭和53年）福岡雙葉中学校の在学中にKBCラジオ・連続ラジオドラマ「日曜バラエティ・青春宣戦以上あり」で声優デビュー（平木奈織役）。
1982年（昭和57年）福岡雙葉高校演劇部に在学中、「罪なき幼子の如く我を眠らせ給え」福岡市高校演劇コンクール創作脚本賞受賞。
1982年（昭和58年）九州大谷短期大学・国分学科／演劇放送コースに在学中、劇団ユヤユヨンを旗揚げ。
以後、福岡市を拠点にアーティスト、女優、演出家、脚本家、映画監督として活動を続けている。

## 作品歴

### 演劇作品（脚本・演出・出演）
- 1984年  劇団ユヤユヨン結成・短大在学中に旗揚げ。「銀輪を駆くる時」
- 1985年「地獄の季節」
- 1986年「ネケステスヤントラービハインドナウ」
- 1987年「夏の詩」
- 1989年「上海殺人人形」
- 1992年「What is perfection?! 何が完璧なの」
- 1992年  劇団ユヤユヨン解散。
- 1994年 「コーヒーホームグラウンド」
- 1995年「ヒロイン・コンヒューズ（原作・夢野久作『少女地獄・何でも無い』）
- 1996年「コーヒーホームグラウンド」再演
- 1997年「くろくろ沼のカッパくん（作　成井豊）大野城まどかぴあ子供ミュージカル」演出担当
- 1998年「ファイアー・フラワーズ・クラップ」
- 2000年「森の中のカフェテラス」（サザンクス筑後主催・朗読劇）演出・構成担当
- 2001年「11匹の猫（作 井上ひさし）」東筑紫高校・演劇専攻　演出担当
- 2002年「越境者」東筑紫高校・演劇専攻　演出担当
- 2004年　コルクレイ ライブ「竹取物語」大濠公園能楽堂　朗読出演
- 2010年「4時48分サイコシス（作 サラ・ケイン）」リーディング上演　演出担当
- 2011年～17年「4時48分サイコシス（作 サラ・ケイン）」ロングラン上演スタート　演出／主演 担当
- 2011年 4時48分サイコシス／ももち文化センター小ホール（毎月公演）
- 2012年 4時48分サイコシス／北九州門司ブリックホール　熊本リトルスターホール
- 2013年 4時48分サイコシス／旧唐津銀行
- 2016年 4時48分サイコシス／MUSIC CITY TENJIN  九州基督教会館
- 2017年 4時48分サイコシス／北九州芸術劇場　小ホール　単独公演
- 2018年 「女優レイ」演出・脚本 担当　（KTCあおぞら高等学院 上演)
- 2019年  朗読活劇「黒蜥蜴」原作 江戸川乱歩  脚本 三島由紀夫  演出・出演（明智小五郎 役）
- 2019年 寸劇「近眼綺談」関門海峡ミュージアム（作 香住春吾）演出・主演（高田 役）
- 2022年  演劇「黒蜥蜴」原作 江戸川乱歩  脚本 三島由紀夫  演出・出演（明智小五郎 役）

### 映画 (出演・脚本・監督)
- 1995年「水の中の八月（監督 石井聰亙）」（出演／女医役）
- 1996年「ロンリープラネット（主演 裕木奈江）」監督・脚本（福岡市総合図書館所蔵作品）
- 1999年　自主映画「海に続く滑走路」　監督・主演（福井インディーズフェスティバル人気賞受賞）
- 2003年　映画「Dead End Run（監督 石井聰亙）」脚本（主演 伊勢谷友介・永瀬正敏・浅野忠信）　（国立フィルムアーカイブ所蔵作品）
- 2004年　自主映画「赤い夕陽とリオ（監督 花野孝史）」脚本
- 2005年　短編映画「MOVIE製作ライヴ Featuring 石井聰亙」脚本
- 2018年　自主映画「罪でも罰でもない（監督 花野孝史）」脚本
- 2020年「Soul of Love」（ソウルオブラブ）監督・脚本・主演
- 2023年「ポーの彼方」監督・脚本・主演
- 2023年「夢之紋白蝶」監督・脚本・主演
- 2024年「夢之旅団」監督・脚本・主演

### ラジオドラマ（出演・脚本）
- 1996年 FMシアター「スキトオリタイ（作　大道珠貴）」主演・渋沢
- 1996年 九州劇場NHK福岡「スキン（作　大道珠貴）」主演
- 1997年 九州劇場NHK福岡「胡桃の部屋（作 向田邦子）」主演・三田村桃子
- 1999年 九州劇場NHK福岡「情熱のススメ」主演
- 2000年 FMシアター「風と走れサツマ（作 井田敏  主演 鈴木浩介　室田日出男）」出演・タケノ役
- 2001年「月の光」（NHK福岡　主演  片岡礼子）脚本担当
- 2019年「息子ライダー」コミュニティF M天神（生放送）演出担当

### PV（出演・監督）
- 2015年　中興化成工業「親父の背中（監督・脚本 深田晃司）」かおり役
- 2020年　東方神起15th Anniversary GIFT CAMPAIGN MOVIE   シングルマザー役
- 2020年　「アルチュール・ランボー詩と手紙」監督・主演
- 2021年　「ハナビラとウテナ」監督

### アートパフォーマンス （主演・演出）
- 2017年～「アルチュール・ランボー 詩と手紙 」構成・演出・主演
- 2017年　中原中也記念館生誕110周年
- 2018年　ゆふいん文学の森
- 2019年  「アルチュール・ランボー 詩と手紙」福岡市美術館・門司港駅前広場
- 2020年  「アルチュール・ランボー 詩と手紙」 アンスティチュ・フランセ九州
- 2021年「アルチュール・ランボー 詩と手紙」北九州市立美術館

### ワークショップ（主催・講師）
- 2007年～2015年　「映画に関する12ヶ月のワークショップ」「映画監督と俳優の為のワークショップ」「作家（映画脚本塾）」いずれも福岡市で開催。